# Placido Rizzotto
Placido Rizzotto (Corleone, 2 janvier 1914 - 10 mars 1948) est un syndicaliste et homme politique italien, enlevé et tué par Cosa nostra.

## Biographie
Placido Rizzoto participe aux combats de la Seconde Guerre mondiale, d'abord dans les rangs de l'armée italienne dans le Frioul-Vénétie Julienne où il atteint le grade de sergent, puis après l'armistice de Cassibile comme partisan dans les brigades Garibaldi. 
À partir de son retour à Corleone, il milite au Parti socialiste italien ainsi qu'à la CGIL. Participant à un mouvement paysan exigeant la redistribution des terres, il est enlevé et abattu le 10 mars 1948, sur ordre du parrain de la mafia de Corleone, Michele Navarra. Son corps mutilé est découvert en 2009 et identifié en 2012 grâce à un test ADN. Il est enterré à Corleone le 24 mai 2012 avec les honneurs officiels en présence du président Giorgio Napolitano. 
Il se voit décerner à titre posthume la médaille d'or du mérite civil, avec la mention suivante :

« Homme politique et syndicaliste fermement engagé dans la défense des idéaux de la démocratie et de la justice, consacrant son existence à la lutte contre la mafia et l'exploitation des paysans, il perdit tragiquement sa jeune vie dans une lâche embuscade tendue par des membres de la mafia de Corleone. Exemple brillant d'honnêteté et de courage poussés jusqu'à l'extrême sacrifice. 10 mars 1948 - Corleone (PA). »